# Antonio Pallavicini Gentili
Antonio Pallavicini Gentili (Genova, 1441 – Roma, 10 settembre 1507) è stato un cardinale e vescovo cattolico italiano. Appartenente al ramo genovese della famiglia Pallavicini, di origine spagnola, era figlio di Balbiano Pallavicini e di Caterina Salvago. Alcune fonti lo indicano con il nome di Antoniotto . Nel corso della sua carriera ecclesiastica ricoprì numerosi incarichi di rilievo, tra cui quello di camerlengo del Collegio Cardinalizio. Fu nominato vescovo di Frascati nell’aprile del 1503, carica che mantenne fino al dicembre dello stesso anno, e successivamente fu vescovo di Palestrina dal 1503 al 1505. Fu considerato papabile durante il conclave del 1492.

## Biografia
Papa Innocenzo VIII lo elevò al rango di cardinale nel concistoro del 9 marzo 1489 e ricevette il titolo di cardinale presbitero di Sant'Anastasia.
Fu vescovo di Ventimiglia dal 1484, quindi vescovo di Orense dal 27 gennaio 1486. Fra il 1484 ed il 1489 fu anche datario apostolico presso la Curia Romana.
Dall'8 febbraio 1493 al 1494 fu camerlengo del Sacro Collegio.
È molto noto il ritratto che di lui fece Tiziano. Fu sepolto presso la chiesa di Santa Maria del Popolo a Roma.
Morì il 10 settembre 1507 all'età di 66 anni.

## Conclavi
Antonio Pallavicini Gentili partecipò ai conclavi:
- conclave del 1492, che elesse papa Alessandro VI
- conclave del settembre 1503, che elesse papa Pio III
- conclave dell'ottobre 1503, che elesse papa Giulio II

## Successione apostolica
La successione apostolica è:
- Vescovo Raffaele di Ceva, O.F.M. (1500)
- Vescovo Juan Bautista Bagaroto (1500)
- Vescovo Basilio Mascardi (1501)
- Vescovo Bernardino Gambería de Benasque (1501)